# Actium abitibiense
Actium abitibiense är en skalbaggsart som beskrevs av Chandler och Paquin 2004. Actium abitibiense ingår i släktet Actium och familjen kortvingar. Inga underarter finns listade i Catalogue of Life.